# Sergej Mratjkovskij
Sergej Vitaljevitj Mratjkovskij (ryska: Сергеий Витальевич Мрачковский), född 27 juni 1888 i Guvernementet Tobolsk, död 25 augusti 1936 i Moskva, var en sovjetisk bolsjevikisk politiker och befälhavare i Röda armén. 

## Biografi
Sergej Mratjkovskij blev medlem i Rysslands socialdemokratiska arbetareparti år 1905. Mratjkovskij tillhörde vänsteroppositionen och stödde Trotskij.
I samband med den stora terrorn greps Mratjkovskij och åtalades vid den första Moskvarättegången den 19–24 augusti 1936; han erkände bland annat att han hade konspirerat för att mörda Stalin. Mratjkovskij dömdes till döden och avrättades genom arkebusering den 25 augusti 1936.
Sergej Mratjkovskij rehabiliterades år 1988.